# Felix Wiedwald
Felix Wiedwald (ur. 15 marca 1990 w Thedinghausen) – niemiecki piłkarz występujący na pozycji bramkarza w MSV Duisburg. Jest wychowankiem Werderu Brema. W 1999 roku dołączył do akademii Werderu, a w 2011 roku podpisał kontrakt z MSV Duisburg. W latach 2013–2015 grał dla drużyny Eintrachtu Frankfurt. 26 maja 2015 roku powrócił do drużyny Werderu i w sezonie 2015/16 stał się podstawowym bramkarzem.